# Prószków
Prószków (in tedesco Proskau) è un comune urbano-rurale polacco del distretto di Opole, nel voivodato di Opole.
Ricopre una superficie di 121,23 km² e nel 2004 contava 9 860 abitanti.
Nel comune vige il bilinguismo polacco/tedesco.